# Neuensorger Forst
Neuensorger Forst är ett kommunfritt område i Landkreis Lichtenfels i Regierungsbezirk Oberfranken i förbundslandet Bayern i Tyskland.